# Schefflera oblonga
Schefflera oblonga là một loài thực vật có hoa trong Họ Cuồng cuồng. Loài này được Craib miêu tả khoa học đầu tiên năm 1930.